# Héctor González Pérez de Villar
Héctor González Pérez de Villar (Periodista. Gandía, 1970). Licenciado en Periodismo por la Universidad CEU San Pablo, con estudios en Sociología en la UNED Valencia y posgrado en Tercer Mundo por la Universitat de Valencia, comenzó su andadura profesional periodística en el diario Las Provincias en 1991 en las ediciones comarcales. Esa tarea la compatibilizó, a partir de 1995, con la de redactor del semanario especializado en agricultura Valencia-fruits, donde trabajó hasta 2000, ya en la última etapa en exclusiva.
En esa etapa de su trayectoria destaca la redacción de números especiales sobre comercio y agricultura en Reino Unido, Marruecos o Francia, entre otros países.. Esa especialización en temas agrarios le valió el segundo premio del primer certamen organizado por la Asociación Valenciana de Agricultura (AVA) en 2000 por un amplio reportaje sobre los trasvases.
En ese año 2000 se incorporó a un nuevo proyecto editorial, Diario de Valencia (200-2007). Empezó como redactor y en febrero de 2001 pasó a ocupar el cargo de jefe de sección, lo que le supuso convertirse en el primer trabajador en ascender de categoría en esta empresa. Creó las ediciones locales de Manises y Torrent (ocho páginas diarias de cada uno de estos municipios) y la sección 'El confidencial', que, con una extensión diaria de dos páginas, relataba chascarrillos de los personajes más significativos de ámbitos sociales, políticos o económicos.
Entre los artículos que firmó en su periplo en Diario de Valencia destacan los referentes a Sanidad, Tráfico o Inmigración. En su última etapa ocupó la jefatura de sección de política.
En octubre de 2006 se incorporó a otro nuevo proyecto, el diario Valéncia hui, igualmente como jefe de sección, en este caso de comarcas y de fiestas y tradiciones. En este medio permaneció hasta que cerró, en junio de 2008.
Desde ese mismo año pasó a dirigir el gabinete de prensa autonómico de CSI·F Comunidad Valenciana, responsabilidad que ha ocupado durante casi 16 años.
Héctor González ha colaborado durante casi dos décadas en la revista Juventud Panadera, del Gremio de Horneros de Valencia, y en publicaciones menores como la web inglesa especializada en el mercado inmobiliario Property Secrets, el Periòdic d´Alboraia, Horta al día, Radio Godella.
Ha sido, posteriormente, ocho años columnista semanal del diario gratuito 20 minutos en la Comunidad Valenciana y también ha colaborado en Diario Crítico o en, durante cinco años cada semana, en la edición escrita en la Comunitat Valenciana del diario ABC y en la web de periodismo Periodistas Valencianos. Del mismo modo se ha prodigado en artículos de opinión en el diario Levante-EMV.
Ha participado en cientos de tertulias, sobre todo, de análisis político, en Cadena SER, 8TVMediterráneo, 97.7, CV Radio, Gestiona Radio, Intereconomía o 7Televalencia y ha escrito críticas literarias en Las Provincias. En esa faceta literaria llegó a ganar el Premio Sambori 2010 en la ciudad de Valencia.
Ha sido el impulsor de la experiencia Curioseando Valencia, que recopila, en redes sociales y, sobre todo, en la edición impresa de El Periódico de Aquí de Valencia, recorridos y espacios singulares de la capital de la Comunitat Valenciana.
Desde 2008 hasta agosto de 2024 fue responsable del gabinete de comunicación del sindicato CSIF en la Comunitat Valenciana. Entre 2022 y 2024 destacó por los numerosos artículos sobre la provincia de Valencia en el diario Valencia Plaza.
Entre septiembre y noviembre de 2024 dirigió el gabinete de prensa de Conselleria de Justicia e Interior.
Posteriormente, en enero de 2025, empezó una nueva andadura como director del Grupo de Medios Impresos y Digitales de El Periódico de Aquí SL.
Ha recibido diversas distinciones a la largo de su trayectoria, como los reconocimientos de la Academia Internacional AICTEH, entre ellos la Cruz Insigne por su defensa del periodismo. También ha sido premiado, por su ejercicio profesional, con la distinción de Periodista Comprometido por la incubadora Con Valores, la del Regimiento de Transmisiones del Ejército, la de la Asociación de Empresarios 9 d´Octubre y del Cuerpo Nacional de Policía de Quart de Poblet, el galardón a la excelencia profesional por la Orden Juan Benito o la del propio sindicato CSIF por su dedicación en la creación y organización de los Premios Periodísticos Comunidad Valenciana.
Coautor de libros como ´La era de la política 2.0´, 'El paradigma del gobierno abierto' o ‘101 relatos del periodismo’, es prolífico en crónicas viajeras que van de Canadá a Nueva Zelanda y pueden leerse en medios como 20 minutos o Soloqueremosviajar.com. O en el mismo blog del periodista: Sin acritud ni ofuscación. Sobresalen, por su profusión, las referentes a diferentes tramos de El Camino de Santiago.
Preside, desde su fundación en 2011, la Asociación Profesional de Periodistas Valencianos, que tiene entre sus objetivos la defensa de la profesión, de un colegio profesional y la participación social del periodista.